# Lijst van historische orden van China
China, het Rijk van het Midden of Hemelse Rijk kende tot in de 19e eeuw geen ridderorden. Deze waren een middeleeuwse Europese traditie en pas nadat de koloniserende Europese staten in de loop van de 19e eeuw ook in China aan invloed hadden gewonnen werd in China een eerste orde, de Orde van de Dubbele Draak ingesteld. In de eerste jaren was deze onderscheiding bedoeld voor buitenlanders maar later werden ook voor gebruik in het keizerrijk en in de republiek China ridderorden ingesteld.Deze lijst bevat de ridderorden van het Keizerrijk China, de republiek China, het Keizerrijk Mantsjoerije en de Volksrepubliek China.

## Keizerrijk China
- De Orde van de Dubbele Draak

De dragers van de hogere graden van de in de loop van de 19e eeuw ingevoerde chinese ridderorden werden qualiate qua in de adel opgenomen. Deze ridderorden waren voor China en voor de Mandsjoe een vreemd element. De orden waren een voorbeeld van de toenemende Europese invloed op het Chinese Keizerrijk. Geen van deze aan het bezit van een Keizerlijk ereteken ontleende titels was erfelijk. Het ging om strikt persoonlijke adeldom.
- qingche duwei (輕車都尉, een Ridder Grootkruis, verdeeld in meerdere rangen.
- qi duwei (騎都尉, een Ridder Commandeur of Grootofficier verdeeld in meerdere rangen.
- yunqiwei (雲騎尉, een Commandeur.
- enqiwei (恩騎尉, een Officier.

## Republiek China1911-1928
In 1911 werd de Chinese Republiek uitgeroepen. Afgezien van een kort intermezzo onder de Hongxian keizer bleef China ook een republiek totdat de Chinese regering in 1948 naar Taiwan vluchtte en Mao Zedong in Peking de Volksrepubliek China uitriep.

## Kwomintang-China1928-1949 en Taiwan
- Orde van het Schitterende Jade 1933
- Orde van de Nationale Glorie 1937
- Orde van Sun Yat-Sen
- Orde van Chiang Kai-shek
- Orde van de Gestreepte Tijger
- Orde van de Gouden Rijsthalm
- Orde van de Gunstige Wolken

- Orde van de Schitterende Ster
- Orde van de Blauwe lucht en de Witte Zon 1929
- Orde van de Kostbare Drievoet
- Orde van de Wolk en het Vaandel 1935
- Orde van Trouw en Moed
- Orde van Trouw en IJver
- Orde van de Grote Eenheid
- Orde van het Boek van de Natuur
- Orde van de wedergeboorte van de Luchtmacht
- Orde van het “Kosmische Diagram” van de Luchtmacht
- Qianyuan-orde van de Luchtmacht
- Orde van de “Oude Symbolen” van de Luchtmacht
- Orde van de Fenix
- Orde van de Overwinning op de Agressie 1945
- Orde ter Herinnering aan de Tiende Verjaardag van de Eed van het Nationale Revolutionaire Leger 1936

- De op 23 november 1931 ingestelde "Eresabel van de Ontwaakte Leeuw" wordt door het Chinese ministerie van defensie in Taiwan onder de ridderorden genoemd en wordt verleend aan militairen die al eerder hoge onderscheidingen verleend kregen. Er bestaan drie uitvoeringen:

- Met vijf leeuwen en een rode kwast
- Met zeven leeuwen en een blauwe kwast
- Met negen leeuwen en een gele kwast

Afbeeldingen op: en linten op 

## KeizerrijkMantsjoerije
Mantsjoerije of het "Keizerrijk Mantsjoekwo" was een Japanse satellietstaat in noordoost China. De regering was door de Japanse regering in naam opgedragen aan Z.M. Aisin-Gioro Pu Yi, de "laatste keizer" van China. Ook hij stelde, eerst als president en later als keizer, ridderorden in.
- Orde van de Bloesem van de Orchidee
- Grootlint van de Orde van de Illustere Draak
- Orde van de Gelukbrengende Wolken
- Orde van de Pijlers van de Staat

## DeVolksrepubliek China
De Volksrepubliek kent wel een bescheiden aantal medailles maar geen ridderorden of orden van verdienste.